# Grand anglo-français blanc et orange
Pour les articles homonymes, voir Français (chien) et Anglo-français (race de chien).
Le grand anglo-français blanc et orange est une race de chien d'origine française. C'est un grand chien courant, de construction forte et puissante. La robe est blanche et citron ou blanche et orange. Issue du billy et du foxhound anglais, le grand anglo-français blanc et orange est un chien de chasse assez peu connu et utilisé.

## Historique
Le grand anglo-français blanc et orange est une race sélectionnée à partir du billy, de chiens autochtones et du foxhound anglais. La race est très rare et quasiment inconnue en dehors de la France métropolitaine.

## Standard
Le grand anglo-français blanc et orange est un chien courant de grande taille, de construction forte et puissante, rappelant plus le foxhound anglais que le grand anglo-français tricolore. La queue est assez longue et droite. La tête assez courte et large est dotée d'un crâne large et plat, d'un stop bien marqué et d'arcades sourcilières non proéminentes. Les yeux sont grands, bruns et foncés. Les oreilles assez épaisses, sont légèrement tournées et plutôt courtes. Le poil est ras et pas trop gros. La couleur de la robe est le blanc et citron ou blanc et orange à condition que l’orange ne soit pas trop foncé ni tirant sur le rouge.

## Caractère
Le standard FCI ne décrit pas de caractère ou de tempérament typique de la race. Le grand-anglo français blanc et orange est amical et intelligent, doux, patient avec les enfants.

## Utilité
Le grand anglo-français blanc et orange est un chien courant polyvalent. Son caractère agréable en fait un compagnon agréable à la maison, mais il demande beaucoup d'exercice physique.